# 格蘭德河 (密歇根州)

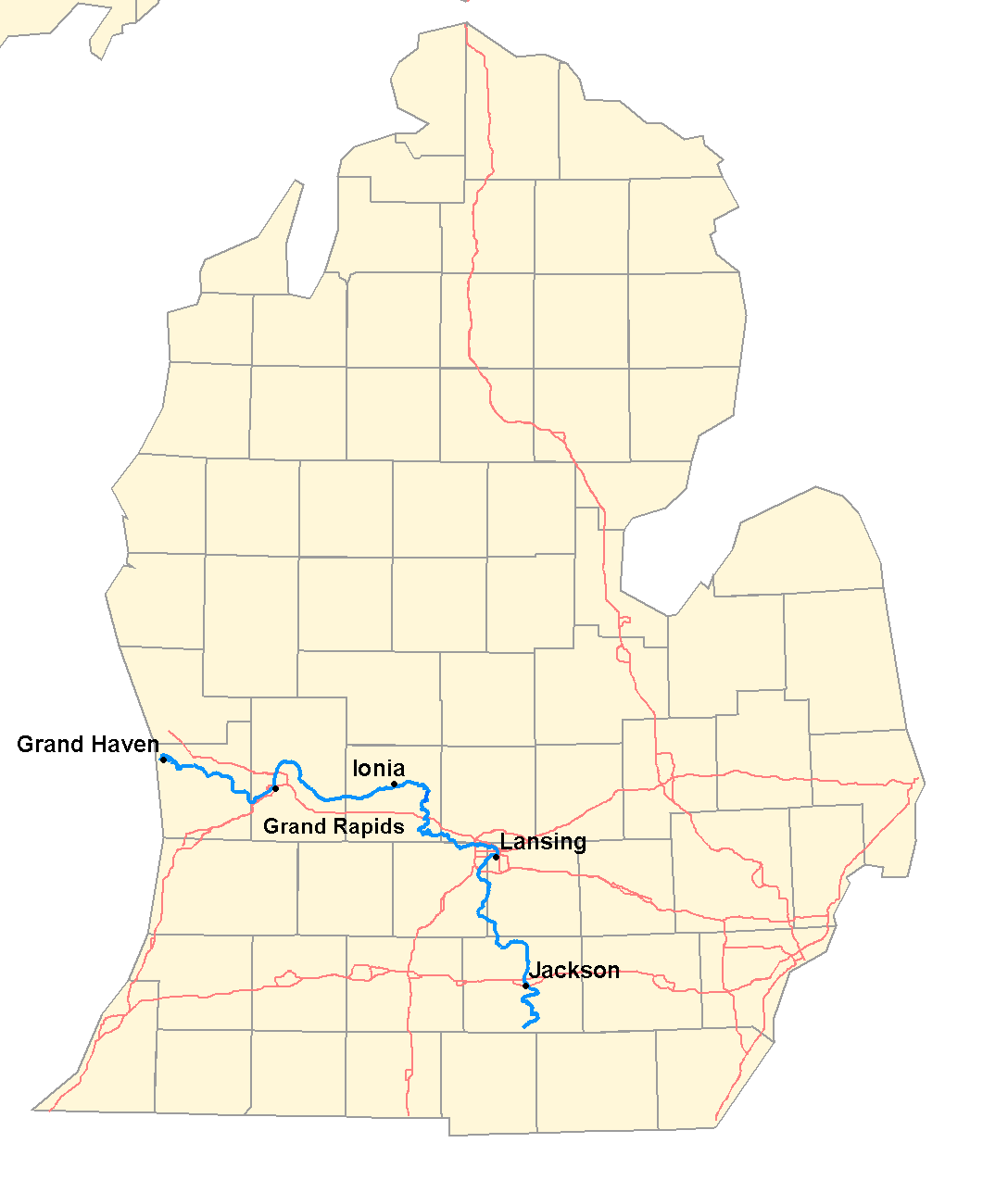
格蘭德河

格蘭德河（英語：Grand River；渥太華語：Owashtanong，“遠遠的流水”）是美國密歇根州下半島西南部的一條河流，流入密歇根湖的東南岸。它是密歇根州最長的河流，從其位於蘭辛南部邊境的希爾斯代爾縣的源頭開始，西流至格蘭德黑文湖的河口，總計252英里（406公里）。
大急流城（直译：格蘭德河上的急瀑）的名字就來源於此，在大急流城附近，格蘭德河形成了一條長一英里、寬300碼、高10到15英尺的急流。自1835年開始密歇根建造多座大壩後，這些急流就消失了。近一個世紀以來，這條河再沒有了任何急流。